# حسین رشدی پاشا
حسین رشدی پاشا (عربی: حسين رشدي باشا؛ ۱ ژانویهٔ ۱۸۶۳ – ۱ ژانویهٔ ۱۹۲۸) سیاست‌مدار، و دیپلمات اهل مصر بود که از ۱۹۱۴ تا ۱۹۱۹ نخست‌وزیر مصر بود.

## زندگی
او از ترک‌های آناتولی بود و خاندان وی از آلبانی به مصر کوچیدند.
در پاریس با هزینه خانواده درس خواند بعداً تحت پوشش دولت قرار گرفت. لیسانس حقوق را سال ۱۸۸۵ گرفت و دکترا نیز از مدرسه عالی پاریس گرفت.
سال ۱۸۹۲ به مصر بازگشت و به درخواست خدوی عباس حلمی دوم مشترکاً با احمد شفیق (رئیس دیوان خدوی) گزارش شاملی از وضعیت آموزش در مصر ارائه کرد.